# El Coll (la Vall de Bianya)
La Casa del Coll és una obra de la Vall de Bianya (Garrotxa) inclosa a l'Inventari del Patrimoni Arquitectònic de Catalunya.

## Descripció
És un conjunt format per l'església dedicada a Santa Magdalena, la casa pairal i un gran nombre de corrals i pallisses. La masia pròpiament dita és de planta rectangular amb molts afegits a diferents nivells. El teulat és a dues aigües amb les vessants vers les façanes principals. Disposa de baixos, planta noble i golfes. Va ser bastida amb carreus molt ben tallats en els cantons i la resta amb pedra grollera. A la façana sud hi ha una porta dovellada amb la data de 1696, possible data d'edificació de l'edifici.
El corral és de planta rectangular i teulada a dues aigües fet de bigues, cabirons, llates i teules col·locades a salt de garsa. La porta d'accés és a migdia, emmarcada per quatre finestres de punt rodó. A la façana nord havia tingut dues portes més petites. A l'interior hi ha sis pilastres de pedra que sostenen les bigues principals de la teulada. El Coll és deshabitat des de l'any 1973 i aquest corral, actualment, no l'utilitza ningú.

## Història
La Casa del Coll formava part de la feligresia de Sant Feliu del Bac. L'any 1703 es va començar un manuscrit titulat "Relacions de dècimes", referent a l'església i per ell sabem que era important la casa anomenada Les Serres, els delmes de la qual anaven a parar a diferents administracions del monestir de Sant Pere de Camprodon. Del Mas del coll se'n quedava els delmes el mateix amo, i tota la resta del delme del poblet anava a l'arxiprest de Vilabertran.